# Mirti (estación)
Mirti es una estación de la Línea C del Metro de Roma, completada y confiada a la empresa de transporte público ATAC. La inauguración tuvo lugar el 29 de junio de 2015. Se encuentra en Piazza dei Mirti, ubicada en la intersección de Via dei Platani y Via dei Castani, en el distrito de Prenestino-Centocelle, y se puede acceder a ella por cuatro entradas.

## Historia
Los sitios de construcción han estado abiertos desde julio de 2007, lo que implica el cierre parcial de la plaza y el desplazamiento de la terminal de autobuses.
La estación se completó en diciembre de 2014, las pruebas comenzaron el 30 de abril de 2015 y su apertura tuvo lugar el 29 de junio de 2015.

## Servicios
La estación dispone de:
- Taquilla automática.

## Intercambios
La Piazza dei Mirti cuenta con varias líneas de autobuses urbanos que la atraviesan y, a unos 200 metros, se encuentra la estación de tranvía de las líneas 5 y 19. Dispone de estos intercambios:
- Parada de tranvía (Gerani, líneas 5 y 19)
- Parada de autobús ATAC.